# S:t Olofs kapell, Tylösand

S:t Olofs kapell ligger i Tylösand i Halmstads kommun. Den ägs av den ideella Föreningen S:t Olofs kapell och tillhör inte Göteborgs stift.

## Historia
Kyrkobyggnaden var från början sockenkyrka i Lidhults församling i Växjö stift, men flyttades till Tylösand i mitten av 1900-talet. Kyrkan byggdes 1721 av liggande bilat timmer, men revs 1879 för att då ersättas av en ny Lidhults kyrka. Det allra mesta av Lidhults gamla kyrkas inredning, utsmyckning, plank, bräder med mera auktionerades bort och såldes. En stor del av virket användes av en bonde till ett nytt boningshus i Prosteköp, Lidhult. 

## Kyrkobyggnad
På en höjd på Tyludden med en vidsträckt utsikt över havet återuppfördes 1949-1950 ett träkapell. Den dåvarande landsantikvarien i Halland, Erik Salvén, arbetade hårt för att föra tillbaka och återsamla kyrkans alla inventarier. Boningshuset i Prosteköp inköptes på 1940-talet med insamlade medel och monterades ner. Andra delar av Lidhults gamla kyrka återfanns i Sverige, Danmark och USA, för att nämna några ställen. Kapellet återinvigdes 3 sept 1950 på den nya platsen Tylösand av biskop Anders Nygren. Byggnaden är rektangulär med vapenhus i väster. Väggar och yttertak är spånklädda och färgade i rött respektive svart. Kapellet är helgat åt Sankt Olof. 
S:t Olofs Kapellanläggning drivs ideellt med frivilliga medel. Bakom anläggningen står Föreningen S:t Olofs kapell i Tylösand, en ideell förening, med ett kapellråd som styrelse. Utöver kyrkobyggnaden består anläggningen även av en klockstapel, kaplansgård, organistbostad, kaffestuga och brudkammare.

## Takmålningar
Taket i Lidhults gamla kyrka bemålades 1738 av Johan Christian Zschotzscher (1711–1766) från Växjö. Stora delar av detta innertak har återfunnits, kompletterats, konserverats och endast omkring en tredjedel av de ursprungliga brädorna är försvunna. Målningarna rekonstruerades och kompletterades 1950 av Thorbjörn Engblad. I takets mitt finns fyra scener ur Jesu liv och i mellanrummen ramar, änglar och skriftband. Det finns även delvis rekonstruerade målningar runt fönsteröppningarnas övre del.

## Klockor och klockstapel
Väster om kapellet på en berghäll står klockstapeln med två klockor.

## Inventarier
- I Lidhults gamla kyrka fanns en medeltida skulptur av S:t Olof. Den skulpturen liksom altaruppsats och predikstol såldes 1884 till en privatperson. Skulpturen av S:t Olof som finns i kapellet idag är en kopia av originalet som finns på Västsjällands konstmuseum i Sorø. Kopian överlämnades av danska staten som tack för den gästfrihet danska flyktingar åtnjöt i Sverige under andra världskriget.
- Predikstolen är deponerad från Källsjö kyrka som nedbröts 1838 och ersattes med nyklassicistisk stenkyrka. Målningen härrör från 1600-talet. Några detaljer kommer från predikstolen i Lidhults gamla kyrka.
- Dopfunten är från 1900-talets början och är deponerad från Gällareds kyrka.
- I kyrkan hänger ett votivskepp från 1886, en privat gåva 1950.
- Altaruppsatsen snidades 1747 av bildhuggare Sven Segervall, Växjö.
- I sakristian hänger en Ramnarydsspegel, tillverkad på 1800-talet av spegelmakare Johannes Svensson i Ramnaryd Lidhult. Samme Svensson lät fotografera Lidhults gamla kyrka både in- och utvändigt innan den revs på 1870-talet. Bilder som var ovärderliga vid kapellets återuppbyggnad i Tylösand.
- Ärkebiskop Nathan Söderbloms egen bibel, skänkt av hustrun till invigningen av S:t Olofs kapell 1950.

### Orgel
- 1950 sattes en mekanisk orgel upp med ny fasad till vänster nere i kyrkan av Bo Wedrup, Uppsala. Orgeln är byggd 1776 av Jonas Solberg, Värnamo, till Mossebo kyrka, Västergötland, där den 1874 omändrades av Hans Josefsson, Hajom. År 1928 deponerades orgeln utan fasad hos Göteborgs museum för att sedan sättas upp här 1950. Den renoverades 1965 av Anders Persson och 1984 av Olof Hammarberg, Göteborg.

| Manual                                | Pedal             |              |
| Principal 8´                          | Bihängd           |              |
|                                       |                   |              |
| Flûte d'amour 8'                      |                   |              |
| Principal 4'                          |                   |              |
| Täckflöjt 4'                          |                   |              |
| Qvinta 3'                             |                   |              |
| Octava 2'                             |                   |              |
| Trumpet 8' B (är år 1988 ur funktion) |                   |              |
| Fugara 8´                             | Principal 4'      | Octava 4´    |
| Octava 4'                             | Flöjt 4'          | Trombone 16' |
| Spetsflöjt 4'                         | Piccolo 2'        |              |
| Kvinta 3'                             | Oboe 8'           |              |
| Octava 2'                             | Tremulant         |              |
| Mixtur 3 chor                         | Crescendosvällare |              |

#### Läktarorgel
Orgeln byggdes troligen under 1800-talets mitt för hemmabruk. Den har två stämmor, 8' och 4' i trästämmor.

## Bilder

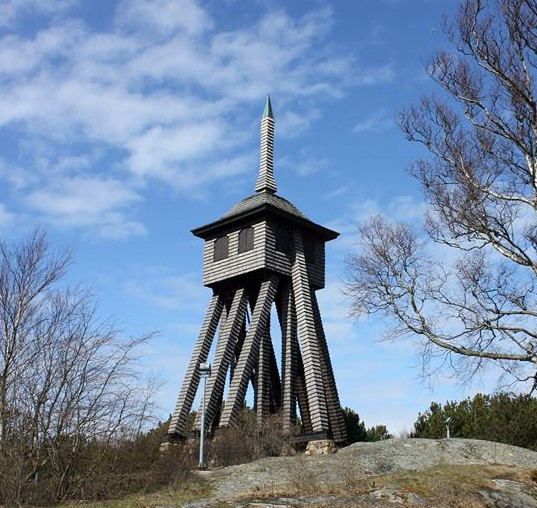
Klockstapel
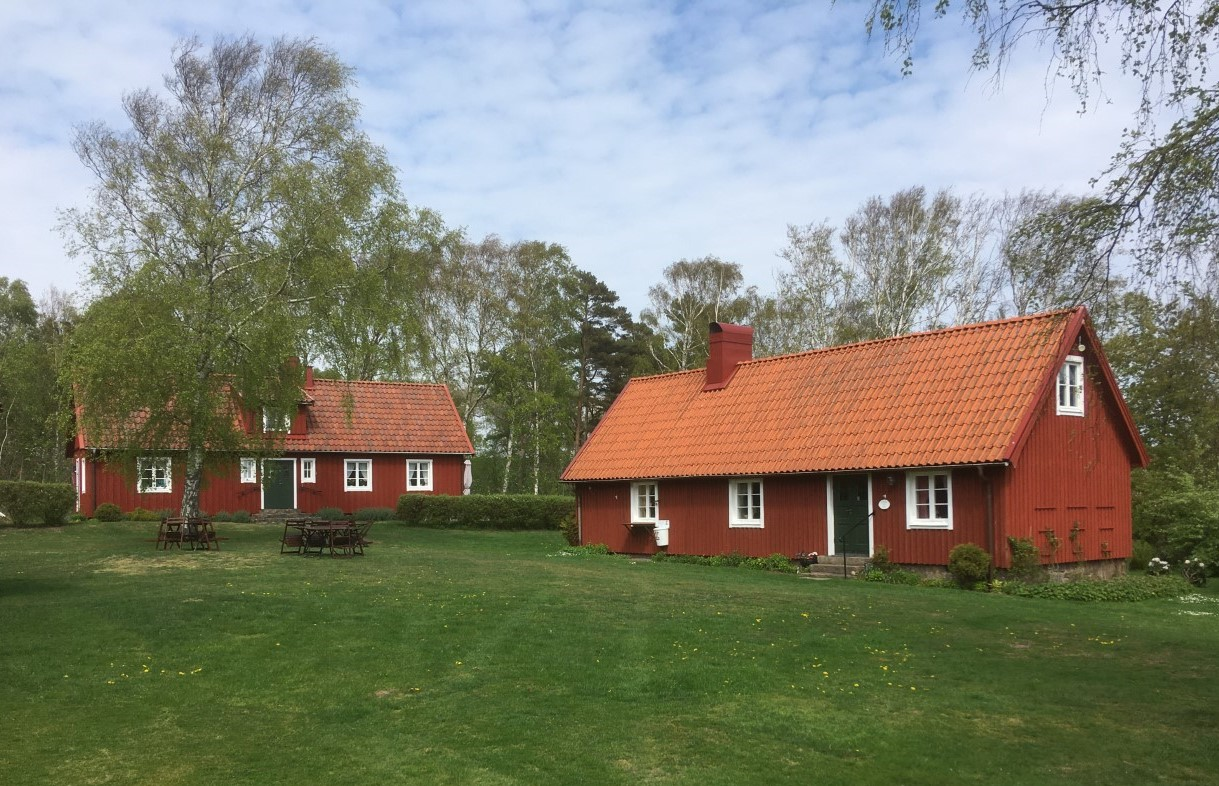
Klockaregård och Kyrkväktarestuga
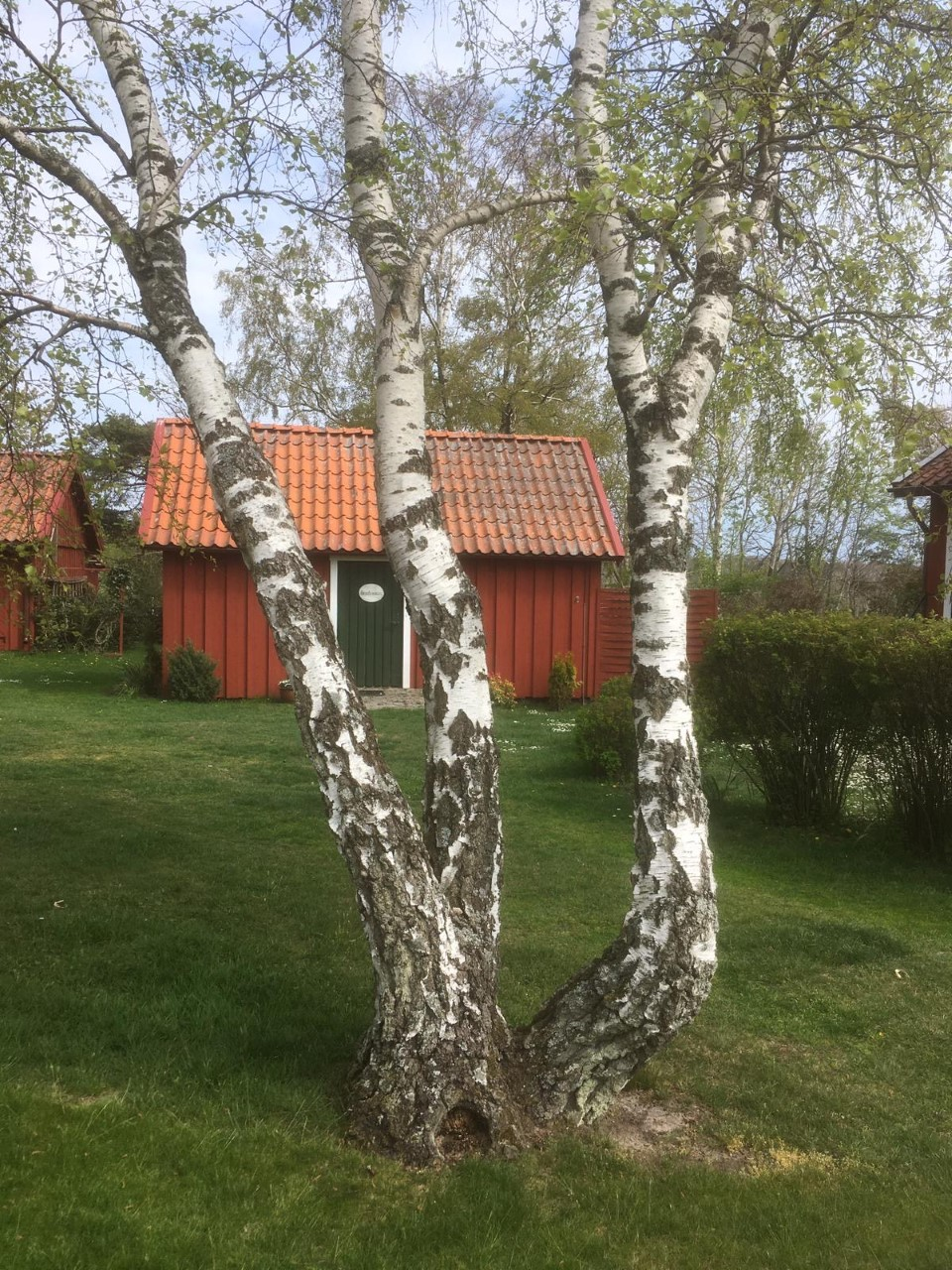
Brudkammare
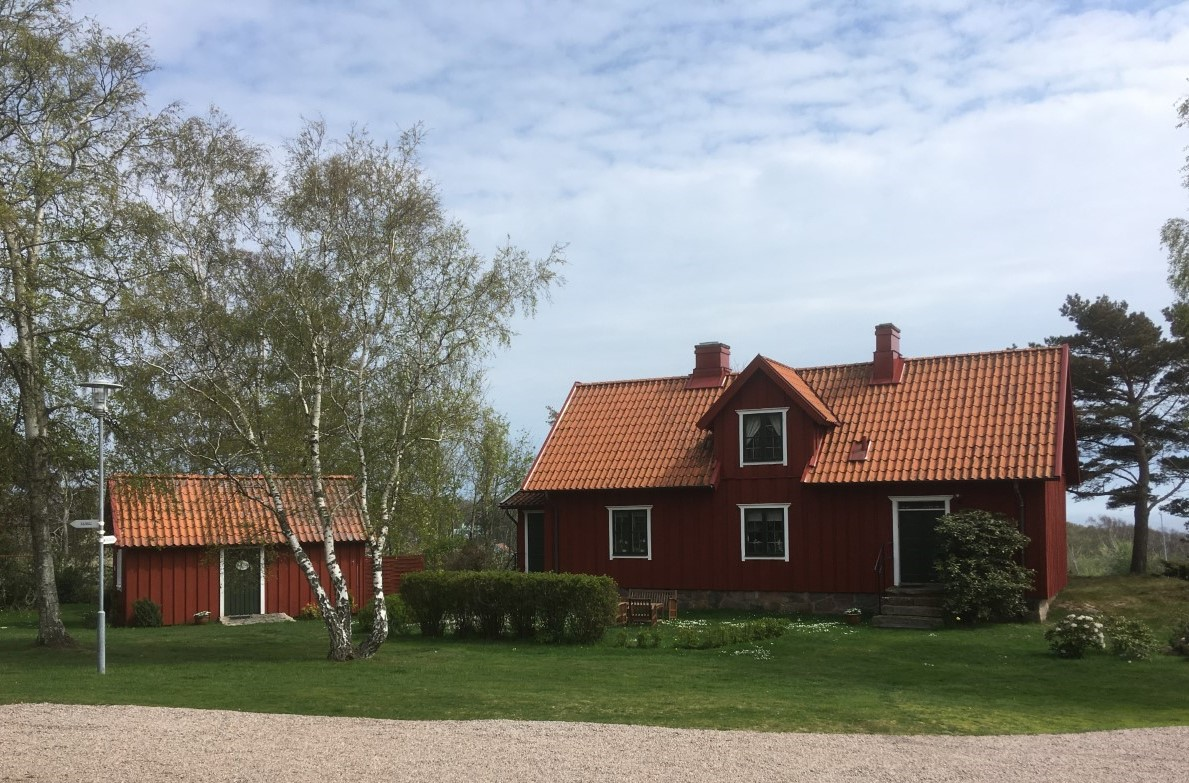
Kaplansgård